# Оганесов, Николай Степанович
Николай Степанович Оганесов (1894-12.1979) — советский государственный деятель, председатель ЦИК Дагестанской АССР (1927—1928).
Из крестьян. Член РСДРП(б) с 1913 г. В 1907—1915 моторист на нефтяных промыслах Баку. В 1915—1917 в царской армии.
С 1917 г. красногвардеец, в 1918—1923 служил в РККА на командных должностях, участник Гражданской войны.
- 1924-1927 член коллегии и парторг ЦК ВКП(б) в ЦСУ СССР (Москва).
- 1927-1928 председатель ЦИК Дагестанской АССР.
- 1928—1932 слушатель Промакадемии (Москва).
- 1932—1933 комиссар Военно-инженерной академии.
- 1933—1941 начальник политотдела МТС, начальник «Облавтотранса».
- 1941—1945 уполномоченный СНК СССР в Казахстане.
- 1945—1946 в аппарате ЦК ВКП(б).

С 1946 на пенсии.
Умер в декабре 1979 года.